# Manic Nirvana
Manic Nirvana – piąty album solowy Roberta Planta, frontmana zespołu Led Zeppelin.

## Lista utworów
1. "Hurting Kind (I've Got My Eyes on You)" (Robert Plant, Phil Johnstone, Charlie Jones, Doug Boyle, Chris Blackwell) – 4:04
2. "Big Love" (Plant, Johnstone, Blackwell) – 4:24
3. "S S S & Q"  (Plant, Johnstone, Jones, Boyle, Blackwell) – 4:38
4. "I Cried" (Plant, Johnstone) – 4:59
5. "She Said" (Plant, Johnstone, Jones, Boyle, Blackwell) – 5:10
6. "Nirvana" (Plant, Jones, Boyle) – 4:36
7. "Tie Dye on the Highway" (Plant, Blackwell) – 5:15
8. "Your Ma Said You Cried in Your Sleep Last Night" (Stephen Schlaks, Mel Glazer) – 4:36
9. "Anniversary" (Plant, Johnstone) – 5:02
10. "Liars Dance" (Plant, Boyle) – 2:40
11. "Watching You" (Plant, Johnstone, Blackwell) – 4:19

### Bonusy
1. "Oompah (Watery Bint)" (Plant, Johnstone, Jones, Boyle, Blackwell) - 5:48
2. "One Love" (Plant, Johnstone, Jones, Boyle, Blackwell) - 3:15
3. "Don't Look Back" (Billy Vera) - 3:02

## Twórcy albumu
- Robert Plant - wokal prowadzący
- Doug Boyle - gitara
- Phil Johnstone - instrumenty klawiszowe, syntezatory
- Charlie Jones - gitara basowa
- Chris Blackwell - perkusja
- Siddi Makain Mushkin – głos w "Watching You"
- Laila Cohen &  Caroline Harding – żeńskie chórki
- Micky Groome & Bob Stride – męskie chórki w "Big Love"
- Jerry Wayne – głos w "White, Clean & Neat"

## Notowania
Album – Billboard (North America)
| Rok  | Lista             | Pozycja |
| ---- | ----------------- | ------- |
| 1990 | The Billboard 200 | 13      |

Single - Billboard (North America)
| Rok  | Single                                            | Lista                  | Pozycja |
| ---- | ------------------------------------------------- | ---------------------- | ------- |
| 1990 | "Big Love"                                        | Mainstream Rock Tracks | 35      |
| 1990 | "Hurting Kind (I've Got My Eyes on You)"          | Mainstream Rock Tracks | 1       |
| 1990 | "Hurting Kind (I've Got My Eyes on You)"          | The Billboard Hot 100  | 46      |
| 1990 | "I Cried"                                         | Mainstream Rock Tracks | 39      |
| 1990 | "Tie Dye on the Highway"                          | Mainstream Rock Tracks | 6       |
| 1990 | "Your Ma Said You Cried in Your Sleep Last Night" | Mainstream Rock Tracks | 8       |